# پایان دادن به سالمندی
پایان دادن به پیری: پیشرفت‌های جوان‌سازی هستند که می‌توانند پیری انسان را در طول زندگی ما وارونه سازند، کتابی است که در سال ۲۰۰۷ به وسیله اوبری دی گری ، زیست‌پیری‌شناس، با دستیار پژوهشی خود، Michael Rae، نوشته‌است. پایان دادن به سالمندی پیشنهاد دو گری را برای از بین بردن پیری به عنوان یک عامل ناتوانی و مرگ در انسان، و بازگرداندن بدن به حالت جوانی نامحدود توصیف می‌کند، پروژه‌ای که وی آن را " راهبردهای مهندسی‌شدهٔ پیری ناچیز " ("SENS") می‌نامد. دی گری استدلال می‌کند که غلبه بر پیری احتمالاً ظرف چند دهه امکان‌پذیر است، و او اقداماتی را بیان می‌کند که می‌توان برای تسریع توسعه درمان‌های پزشکی ترمیمی برای هر سوی پیری انجام داد.